# Symetrie
Symetrie je jeden z ústředních pojmů vědy, zejména pak teoretické fyziky, matematiky a geometrie 20. století. Daný jev či objekt je symetrický, jestliže je pro něj možné zavést či uvažovat určitou operaci symetrie, pomocí které se příslušný jev či objekt stane v jistém smyslu totožný sám se sebou. Opakem symetrie je asymetrie.
Pojem symetrie fascinoval myslitele již od starověku (např. Pythagorejci, Platónská tělesa). Později Felix Klein v tzv. Erlangenském programu svázal s každou geometrií určitou grupu symetrií.
Matematicky jsou zmíněné operace symetrie nejčastěji popsány pojmem grupy. Rozlišujeme spojité symetrie, které jsou matematicky popsány zejména pojmem Lieovy grupy, a diskrétní symetrie, které jsou popsány zejména pojmem diskrétní grupy.
Význam symetrií ve fyzice je dán zejména jejich úzkou souvislostí se zákony zachování. S každou operací symetrie přírodního děje je svázaná určitá aditivní fyzikální veličina, která se v daném systému zachovává. To je základním obsahem slavného a významného teorému Emmy Noetherové. Tak např. se symetrií v čase je svázán zákon zachování energie, se symetrií vůči prostorové translaci je svázán zákon zachování hybnosti, a se symetrií vůči pootočení v prostoru je svázán zákon zachování momentu hybnosti.
Jednou ze základních a nejčastějších symetrií v přírodě je symetrie vůči změně měřítka – tzv. škálovací symetrie. S touto symetrií souvisí tzv. fraktální geometrie a pojem fraktálu.
Teorie symetrie představuje základní nástroj moderní fyziky též při klasifikaci elementárních částic a elementárních interakcí. Viz tzv. standardní model částicové fyziky.
V elementární eukleidovské geometrii o objektu říkáme, že je symetrický, jestliže je souměrný podle:
- středu souměrnosti
- osy souměrnosti,
- nebo roviny.

V matematice je symetrická relace taková, u níž lze provést záměnu proměnných či permutaci indexů, aniž se příslušná relace (chápaná jako geometrický objekt) změní.

## Abelovské a neabelovské symetrie
Jiné základní dělení symetrií je na abelovské a neabelovské symetrie (a jim odpovídající abelovské grupy a neabelovské grupy). Při akci abelovské grupy se topologie podkladového prostoru nemění. Naopak při akci neabelovské grupy dochází i ke změně topologie podkladového prostoru, tyto grupy mají určitý topologický obsah. Příkladem abelovské symetrie je posunutí v běžném třírozměrném fyzikálním prostoru. Příkladem neabelovské symetrie je otočení v tomto prostoru.